# 再生可能エネルギー電気の利用の促進に関する特別措置法
再生可能エネルギー電気の利用の促進に関する特別措置法（さいせいかのうエネルギーでんきのりようのそくしんにかんするとくべつそちほう、平成23年8月30日法律第108号）は、電気事業者に対して再生可能エネルギー電気の固定価格での買い取りを定めることに関する日本の法律である。略称は再生可能エネルギー特別措置法。再エネ特措法、FIT法など。法制定時の名称は、電気事業者による再生可能エネルギー電気の調達に関する特別措置法（2012年7月1日施行）であったが、2022年4月1日より改正され、再生可能エネルギー電気の利用の促進に関する特別措置法となった。
2012年（平成24年）7月1日から施行された。前身の電気事業者による新エネルギー等の利用に関する特別措置法（RPS法、2003年施行）の対象を、再生可能エネルギー全体に拡大し全量買い取りを義務化したものであり、同法は本法施行により廃止された。

## 目的
国内外の経済的社会的環境に応じたエネルギーの安定的かつ適切な供給の確保及び、エネルギーの供給に係る環境負荷の低減を図る上で、再生可能エネルギー源の利用が重要となっていることを前提としている。その上で、電気事業者による「再生可能エネルギー電気」の調達に関し、価格、期間等について特別の措置を講ずることにより、エネルギー源としての再生可能エネルギー電気の利用を促進し、もって日本の国際競争力の強化および産業の振興、地域の活性化その他国民経済の健全な発展に寄与することを目的とする（改正前第1条）。

## 内容
買取義務が生じる事業者
一般送配電事業者および特定送配電事業者。ただし、2017年3月31日までに締結された買取契約の場合は小売電気事業者。
買取義務が生じる「再生可能エネルギー電気」
以下に掲げる「再生可能エネルギー源」を変換して得られる電気をいう（第2条）。
- 太陽光
- 風力
- 水力（3万kW未満）
- 地熱
- バイオマス（動植物に由来する有機物であってエネルギー源として利用することができるもの（原油、石油ガス、可燃性天然ガスおゆび石炭ならびにこれらから製造される製品を除く。））
- 前各号に掲げるもののほか、原油、石油ガス、可燃性天然ガスおよび石炭ならびにこれらから製造される製品以外のエネルギー源のうち、電気のエネルギー源として永続的に利用することができると認められるものとして政令で定めるもの

調達価格と期間
経済産業大臣は毎年度開始前に、発電設備の区分、設置の形態及び規模ごとに、再生可能エネルギー電気1キロワット時(kWh)当たりの価格（調達価格）とその適用期間を定め公表する。調達価格は資源エネルギー庁に置かれる調達価格等算定委員会が決定し、毎年度開始ごとに（経済産業大臣が必要と認めた場合には半期ごとに、または随時）見直される。調達期間は供給開始から設備更新までの標準的期間をもって定められる。2017年の法改正により、入札による調達価格設定が部分的に導入された。
供給の条件
再生可能エネルギー電気を供給しようとする者（特定供給者）は、「再生可能エネルギー発電設備」について設備認定を受けなければならない。設備認定の主な要件は、接続に伴う費用負担への合意、年間8%（30日）以内の無補償出力抑制への合意などである。現在のところ、設備認定は各経済産業局へ行うこととなっている（10kW未満の太陽光発電設備は電子申請可）。
また、特定供給者が電気事業者に再生可能エネルギーの供給を行う時は、個別に「特定契約」を締結することとなっている。特定契約の主な要件としては、メンテナンス体制の確立、取引用電力量計を取り付け可能な構造であること、コスト（初期費用と運転維持費用）記録を毎年提出すること、太陽光や風力についてはJISやそれに準ずる認定規格の物を用いることなど。
調達の義務
電気事業者は、特定供給者から再生可能エネルギー電気について「特定契約」の申込みがあったときは、正当な理由がある場合を除き「特定契約」の締結を拒んではならない。また当該特定供給者が用いる「再生可能エネルギー発電設備」と電気事業用電気工作物とを電気的に接続することについても正当な理由がある場合を除き拒んではならない（第16条）。
電気料金への反映
電気事業者が買取に要した費用について、それぞれの需要家に対して再生可能エネルギー電気の供給の対価に係る負担（賦課金、サーチャージ）を電気料金に上乗せして求めること自体を容認している。ただし、その負担が電気の使用者に対して過重なものとならないよう、その事業活動の効率化、当該事業活動に係る経費の低減その他必要な措置を講ずるよう努めなければならないと規定している。また、国はその「対価に係る負担」が適切に反映されるよう、広報活動等を通じて国民に周知を図り、その理解と協力を得るよう努めなければならないとしている。
特例
政令基準で決められた電力以上を多消費する需要家については申請により賦課金が8割減免される。
罰則
電気事業者が正当な理由なく、特定供給者との特定契約の締結や電気的接続を拒否した場合には、百万円以下の罰金に処される（平成28年6月3日法律第59号による改正前第45条）。
法の見直し
国は、エネルギー政策基本法に定めるエネルギー計画が改定されるごとまたは少なくとも3年ごとに、法の施行状況を踏まえ必要な措置を講じる。また、2021年3月31日までに法律の抜本的な見直しを行う。

## 制定の背景
2003年施行の電気事業者による新エネルギー等の利用に関する特別措置法（RPS法）は再生可能エネルギーによる供給力増加に一定の効果を与えたものの、他国と比較してもその普及速度は著しいものではなかった。より効果の高い固定価格買い取り制度の導入を求める意見が強まり、2009年（平成21年）11月から自家用太陽光発電の余剰電力買取制度が始まり、これを再生可能エネルギー全体に広げるものとして策定された。
2011年3月11日の東日本大震災以前に発案された時点で、原油や天然ガスなどの主要化石エネルギー源が抱える価格変動や政情によるリスクを軽減するためのエネルギー安定供給、地球温暖化対策としての温室効果ガス排出量削減、世界的に開拓が進んでいる環境産業（再生可能エネルギー特有の分散型電源導入に伴うスマートグリッド産業も含む）の育成という主に3つの目的を掲げている。
震災後、福島第一原子力発電所事故により日本の原子力発電所の安全性問題が浮上し電力源としての原子力利用が社会的に議論を巻き起こす一方、震災による発電施設被害と原発稼働率低下により電力危機が発生し、エネルギーを取り巻く環境が一変したことを受けて、エネルギー基本計画の変更が行われた場合には制度の再検討を行う（附則第10条）規定を設けている。
電気を大量に使う企業には負担が大きいとの指摘が衆議院経済産業委員会で指摘され、賦課金に対する特例（平成28年6月3日法律第59号による改正前第17条）の追加等の法案修正が行われた。

## 制度の運用と動向
附則第7条では、施行から3年間に限定し「調達価格を定めるに当たり、特定供給者が受けるべき利潤に特に配慮する」、つまり先行導入者が高い価格で売電できるように設定することでインセンティブとし「集中的に再生可能エネルギー電気の利用の拡大を図る」ことを規定している。
初年度となる2012年度（7月1日）の設定では、建設費・運転維持費および内部収益率(IRR)を算定根拠として10kW以上の太陽光で20年間42円/kwh、20kW以上の水力で20年間23.1円などとした。特定供給者の利潤を左右するIRRとして、日本の標準的な値を税引前5 - 6%程度、3年間の経過措置として7 - 8%程度として算定している。また賦課金は国内一律0.22円/kWhであり、余剰電力買取制度の負担金を含めて標準家庭1か月（300kWh、約7,000円）あたり約87円の負担増とした。

再生可能エネルギー発電促進賦課金は制度開始から徐々に値上げされ、2019年5月分から1年間の電気料金に適用されている賦課金は、使用した電気1キロワット時につき2.95円（一月あたり260kWh使用する一般家庭の場合767円）。
| 年度          | 2012 | 2013 | 2014 | 2015 | 2016 | 2017 | 2018 | 2019 | 2020 | 2021 | 2022 | 2023 | 2024 |
| ------------- | ---- | ---- | ---- | ---- | ---- | ---- | ---- | ---- | ---- | ---- | ---- | ---- | ---- |
| 単価（円/kWh) | 0.22 | 0.35 | 0.75 | 1.58 | 2.25 | 2.64 | 2.90 | 2.95 | 2.98 | 3.36 | 3.45 | 1.40 | 3.49 |

## 経緯
- 2011年3月11日：法案が閣議決定。
- 2011年8月23日：衆議院（第177回国会）で修正案が可決。
- 2011年8月26日：参議院で可決、成立。
- 2012年3月19日：費用負担調整機関を指定。
- 2012年7月1日：法施行。
- 2013年3月31日：東日本大震災の被災電力事業者への賦課金免除終了。
- 2017年4月1日：改正法施行[1]。買取価格決定方式への入札制導入、買取事業者の変更など[1]。
- 2020年2月25日：抜本見直し法案閣議決定[11][12]。
- 2020年6月5日：強靱かつ持続可能な電気供給体制の確立を図るための電気事業法等[注釈 1]の一部を改正する法律が成立[13]。
- 2022年4月1日：再生可能エネルギー電気の利用の促進に関する特別措置法へ改正[14]。

## 構成
- 第1章 - 総則（第1条～第2条）
- 第2章 - 電気事業者による再生可能エネルギー電気の調達等（第3条～第7条）
- 第3章 - 電気事業者間の費用負担の調整（第8条～第18条）
- 第4章 - 費用負担調整機関（第19条～第30条）
- 第5章 - 調達価格等算定委員会（第31条～第37条）
- 第6章 - 雑則（第38条～第43条）
- 第7章 - 罰則（第44条～第48条）
- 附則

## 主務官庁
- 経済産業省資源エネルギー庁[15]